# Мехмед Савфет-паша
Мехме́д Савфе́т паша́ (1814 — 1883) — турецкий политический деятель.

## Биография
Был секретарём султана Абдул Меджида I, позже министром торговли и общественных работ, посланником в Париже, министром просвещения, министром юстиции, министром иностранных дел. Был либералом и западником, работал вместе с министром без портфеля Мидхатом-пашой.
В декабре 1876 года он председательствовал на совещаниях Константинопольской конференции, обнаружив при этом замечательные дипломатические способности.
В июле 1877 года он вышел в отставку вследствие разногласий с великим визирем Эдхемом пашой по вопросу о мире с Россией.
В феврале 1878 года был вновь назначен министром иностранных дел и подписал Сан-Стефанский мир.
В июне 1878 года назначен великим визирем, но вскоре после этого отправлен послом в Париж.